# Gavril Balint
Gavril Pele "Gabi" Balint, född den 3 januari 1963 i Sângeorz-Băi, Bistrița-Năsăud i Rumänien, är en rumänsk fotbollsspelare, som bland annat tränat FC Sheriff Tiraspol och moldaviska landslaget.